# Univerza Michigana
Univerza Michigana (angleško University of Michigan, okrajšano U-M, UM, UMich ali U of M) je ameriška javna raziskovalna univerza s sedežem v mestu Ann Arbor v zvezni državi Michigan. Velja za eno najprodornejših raziskovalnih univerz na svetu, ki se redno uvršča blizu vrha različnih lestvic visokošolskih ustanov po akademskih dosežkih v ZDA in na svetu, poleg tega pa je tudi tretja najpremožnejša javna univerza v državi. Glavni kampus v Ann Arborju vključuje raziskovalno bolnišnico, predsedniško knjižnico Geralda Forda, infrastrukturo za testiranje plovil in oddajniški center. Poleg tega ima delno samostojni podružnici v mestih Dearborn in Flint, pod univerzo pa spada tudi več muzejev in astronomski observatoriji v Michiganu, Arizoni ter Čilu.
Univerza je bila ustanovljena leta 1817 kot pripravljalna šola v Detroitu, v Ann Arbor se je preselila 20 let kasneje in kmalu po tistem začela izvajati visokošolske programe. Posebej sta za njen razvoj zaslužna predsednika Henry P. Tappan (1852–1863), ki je tja prenesel nemški model visokega šolstva, in James Burrill Angell (1871–1909). Skozi zgodovino je bila večkrat v ospredju pri uvajanju različnih inovacij, kot ena prvih ameriških univerz je denimo pričela sprejemati ženske in temnopolte študente, v sklopu medicinske fakultete pa je nastala prva univerzitetna bolnišnica v ZDA.
Na Univerzi Michigana je diplomiral nekdanji ameriški predsednik Gerald Ford, ki je tu študiral ekonomijo in politologijo, bil pa je tudi član univerzitetnega moštva ameriškega nogometa. Med osebnostmi, povezanimi z univerzo, je tudi več Nobelovih nagrajencev, kot sta Marshall Warren Nirenberg (doktorand, Nobelova nagrada za fiziologijo ali medicino) in Donald A. Glaser (profesor, Nobelova nagrada za fiziko).